# Белен (Бояка)
Белен (исп. Belén) — небольшой город и муниципалитет в центральной части Колумбии, на территории департамента Бояка. Входит в состав провинции Тундама.

## История
Поселение, из которого позднее вырос город, было основано в 1554 году. Муниципалитет Белен был выделен в отдельную административную единицу в 1735 году.

## Географическое положение
Город расположен в северной части департамента, в горной местности Восточной Кордильеры, на расстоянии приблизительно 65 километров к северо-востоку от города Тунха, административного центра департамента. Абсолютная высота — 2643 метра над уровнем моря.
Муниципалитет Белен граничит на северо-востоке с территорией муниципалитета Тутаса, на востоке— с муниципалитетом Пас-де-Рио, на юго-востоке — с муниципалитетом Бетейтива, на юго-западе — с муниципалитетом Серинса, на северо-западе — с территорией департамента Сантандер. Площадь муниципалитета составляет 283,65 км².

## Население
По данным Национального административного департамента статистики Колумбии, совокупная численность населения города и муниципалитета в 2015 году составляла 7400 человек.
Динамика численности населения муниципалитета по годам:
| 2005 | 2006 | 2007 | 2008 | 2009 | 2010 | 2011 | 2012 | 2013 | 2014 | 2015 |
| ---- | ---- | ---- | ---- | ---- | ---- | ---- | ---- | ---- | ---- | ---- |
| 9041 | 8862 | 8691 | 8519 | 8362 | 8197 | 8036 | 7876 | 7718 | 7562 | 7400 |

Согласно данным переписи 2005 года мужчины составляли 49 % от населения Белена, женщины — соответственно 51 %. В расовом отношении белые и метисы составляли 99,9 % от населения города; негры, мулаты и райсальцы — 0,1 %.
Уровень грамотности среди всего населения составлял 90 %.

## Экономика
Основу экономики Белена составляют сельское хозяйство и добыча полезных ископаемых.

62,1 % от общего числа городских и муниципальных предприятий составляют предприятия торговой сферы, 20,8 % — промышленные предприятия, 16,5 % — предприятия сферы обслуживания, 0,6 % — предприятия иных отраслей экономики.

## Транспорт
Через город проходят национальные шоссе № 55 и № 64.